# Alfred Codrington

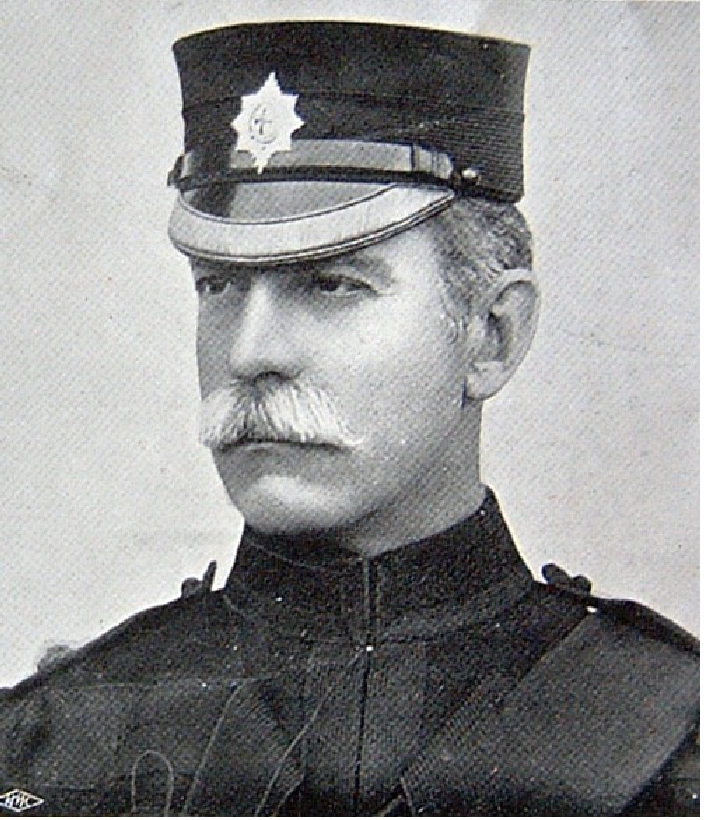

Sir Alfred Edward Codrington (Londra, 4 maggio 1854 – Londra, 12 settembre 1945) è stato un generale inglese.

## Biografia
Era il secondo figlio del generale William John Codrington, e di sua moglie, Mary Ames. Studiò presso la Harrow School.

## Carriera
Entrò nelle Coldstream Guards nel 1873. Prese servizio attivo durante la guerra anglo-egiziana nel 1882, dove è stato menzionato nei dispacci. In seguito ha comandato il 1st Battalion Coldstream Guards nella seconda guerra boera (1899-1902), dove fu ferito due volte e promosso a colonnello.
Comandò la 1st London Division (1908-1909), quando fu nominato maggiore generale di brigata e generale responsabile del comando del London District, ritirandosi nel 1913. Tornò in servizio dopo lo scoppio della prima guerra mondiale, come segretario militare di lord Kitchener. È stato poi nominato al comando della terza armata, fino al 1916. Divenne un membro del Pensions Appeal Tribunal, nell'estate del 1917, che esaminò i ricorsi contro decisioni governative sulle pensioni militari, e poi pubblicò un libro War Pensions: Past and Present, con Edward Abbott Parry, un altro membro del tribunale.
È stato nominato presidente della Society of Miniature Rifle Clubs nel 1917, e Presidente dell'Associazione nel 1932

## Matrimonio
Sposò, il 20 maggio 1885, Adela Harriet Portal (?-14 febbraio 1935), figlia di Melville Portal e Lady Charlotte Mary Elliot-Murray-Kynynmound, figlia di William Elliot-Murray-Kynynmound, III conte di Minto. Ebbero quattro figli:
- Geoffrey Ronald Codrington (13 maggio 1888-18 giugno 1973), sposò Cecilia Mary Wythes, ebbero quattro figli;
- William Melville Codrington (16 dicembre 1892-29 aprile 1963), sposò Katherine Teodosia Sinclair, ebbero tre figlie;
- Mary Adela Codrington (?-11 luglio 1961), sposò Robert Doyne, non ebbero figli;
- John Alfred Codrington (28 ottobre 1898-25 aprile 1991), sposò Primrose Harley, non ebbero figli.

## Morte
Morì il 12 settembre 1945, all'età 91 anni.